# Resursa kupiecka w Poznaniu
Resursa kupiecka (także: dom Jana Wleklińskiego) – kamienica kupca Jana Wleklińskiego zlokalizowana przy ulicy Zwierzynieckiej w Poznaniu (Jeżyce).
Kamienica w typie szeregowej willi miejskiej została zbudowana według projektu Kazimierza Rucińskiego w 1908. Architekt, projektując budynek połączył w jego formach typ podmiejskiej willi i monumentalnej kamienicy mieszczańskiej. Fasada jest symetryczna i reprezentuje formy baroku z elementami klasycyzmu i (w zakresie metaloplastyki) secesji. Bryłę dominuje środkowy ryzalit nakryty dachem mansardowym, a na jego osi umieszczona jest niewielkich rozmiarów wieżyczka z hełmem włoskim krytym dachówką. Elewacja ogrodowa jest, w odróżnieniu od ulicznej, niesymetryczna, wyposażona w balkon i obszerny taras w obrębie pierwszego piętra.
W 1929 kamienicę nabyło Wielkopolskie Zrzeszenie Handlu i Usług i adaptowało ją na resursę kupiecką. Funkcjonowała tu m.in. kręgielnia (w ogrodzie) i biblioteka. Na wyposażeniu obiektu do dziś przetrwały oryginalne meble. Po 1945 zlikwidowano przedogródki istniejące wcześniej od strony ulicy, a w latach 1947-1949 dobudowano modernistyczny blok od zachodu.
W końcu XX wieku w budynku uruchomiono Wyższą Szkołę Handlu i Usług.
W pobliżu znajdują się: Stare ZOO, Mieszkanie-Pracownia Kazimiery Iłłakowiczówny, Wieżowiec Zjednoczenia Przemysłu Ceramiki Budowlanej, dawna drukarnia Concordia, kamienica Oskara Bahlaua i jeżycki zespół rezydencjonalny.